# Рунический камень U455, Нэсбю
Рунический камень U455, Нэсбю — рунический камень из Нэсбю (швед.  Näsby), воздвигнутый сыном в честь своих погибших родителей в конце XI века.
Камень установлен на холме (приход Уденсала), в 4,5 км к северо-востоку от Сигтуны. Памятник был известен уже первым издателям рунических текстов. Материал — серый гранит с включениями кварца. Высота камня — 2,75 м, ширина у основания — 60 см, в середине — 1,05 м. Текст высечен на туловищах двух змеев, переплетающихся друг с другом.
Надпись начинается у хвоста верхнего змея, следует вдоль его тела, извивающегося в виде незамкнутой восьмерки и, достигая головы, у вершины монумента, продолжается на теле нижнего змея в направлении от хвоста, у основания камня, к голове:

inkifastr + lit + raisa + stain + þina at þorkil + faþur sin (a)uk at kunilti moþur sina þa(u) truknaþu + baþi,
что означает:

Ингифаст велел установить этот камень по Торкелю, своему отцу, и по Гуннхильд, своей матери. Они оба утонули.
Правая сторона камня имеет естественный скол, левая сторона обработана. Однако невозможно определить был ли рисунок изначально подогнан под форму монолита или камню была придана форма соответствующая изображению.
Хотя памятник не подписан, орнаментика безусловно позволяет причислить его, как и схожие с ним по стилю камни U 460 и U 463 мастеру Футу. Датируется 1070—1100 годами.